# Kia EV9
Der Kia EV9 ist ein batterieelektrisch angetriebenes, sechs- oder siebensitziges Sports Utility Vehicle des südkoreanischen Herstellers Kia. Wie der EV6 und die Schwestermodelle von Hyundai basiert er auf der Electric Global Modular Platform (E-GMP) der Muttergesellschaft Hyundai Motor Company.

## Geschichte
Das Konzeptfahrzeug EV9 Concept wurde auf der LA Auto Show im November 2021 präsentiert. Die Sitze in der zweiten Reihe lassen sich umdrehen, sodass Kia von einem Besprechungsraum spricht. Diese Funktion wurde in die Serienversion übernommen. Einen ersten Ausblick auf diese gab Kia am 3. März 2023. Die offizielle Vorstellung folgte am 14. März. Die Produktion im Werk in Gwangmyeong, Südkorea, begann im ersten Halbjahr 2023, der Marktstart in Europa erfolgte Ende 2023. Seit Mai 2024 wird die Baureihe auch in West Point (Georgia) in den USA gebaut.

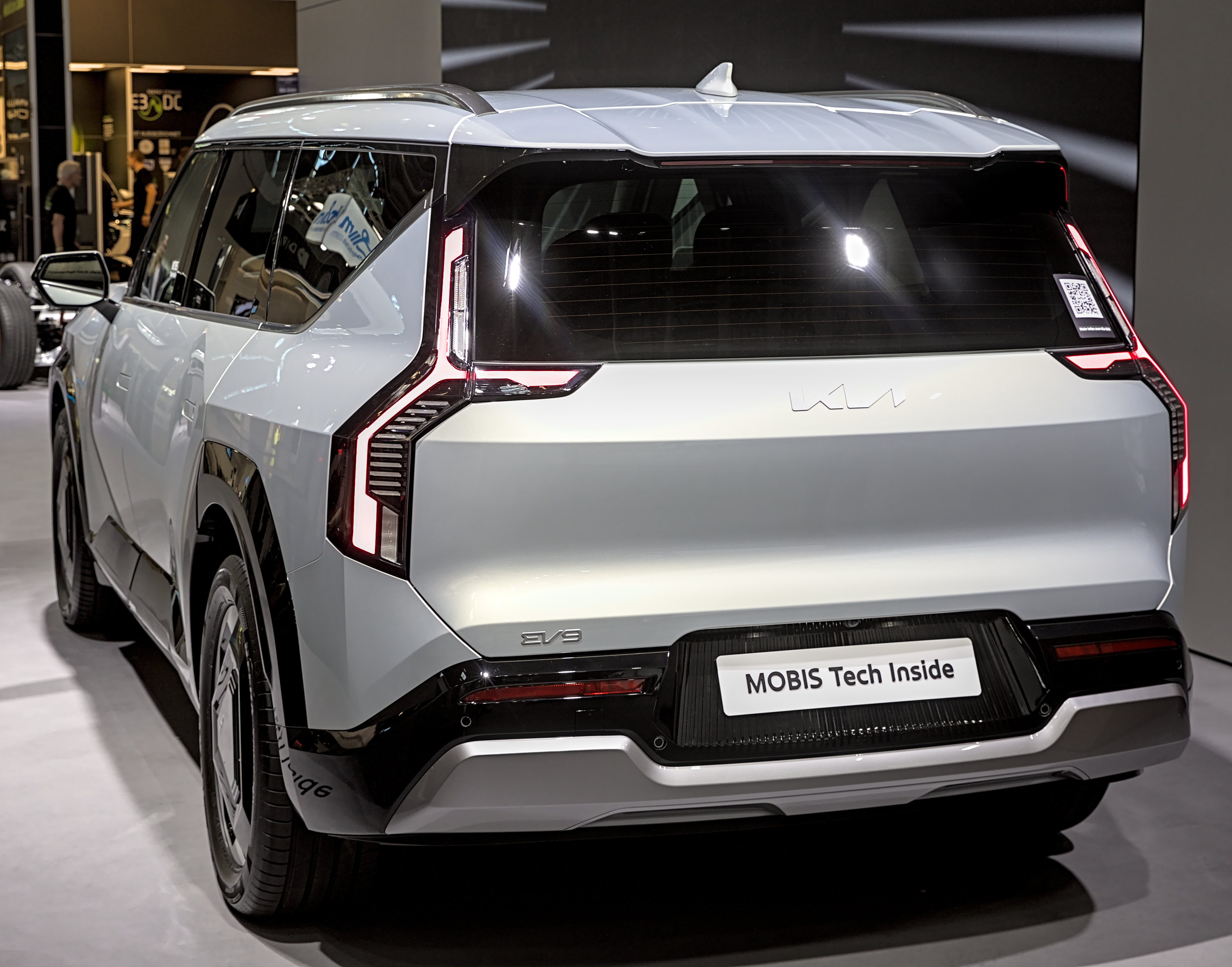
Heckansicht
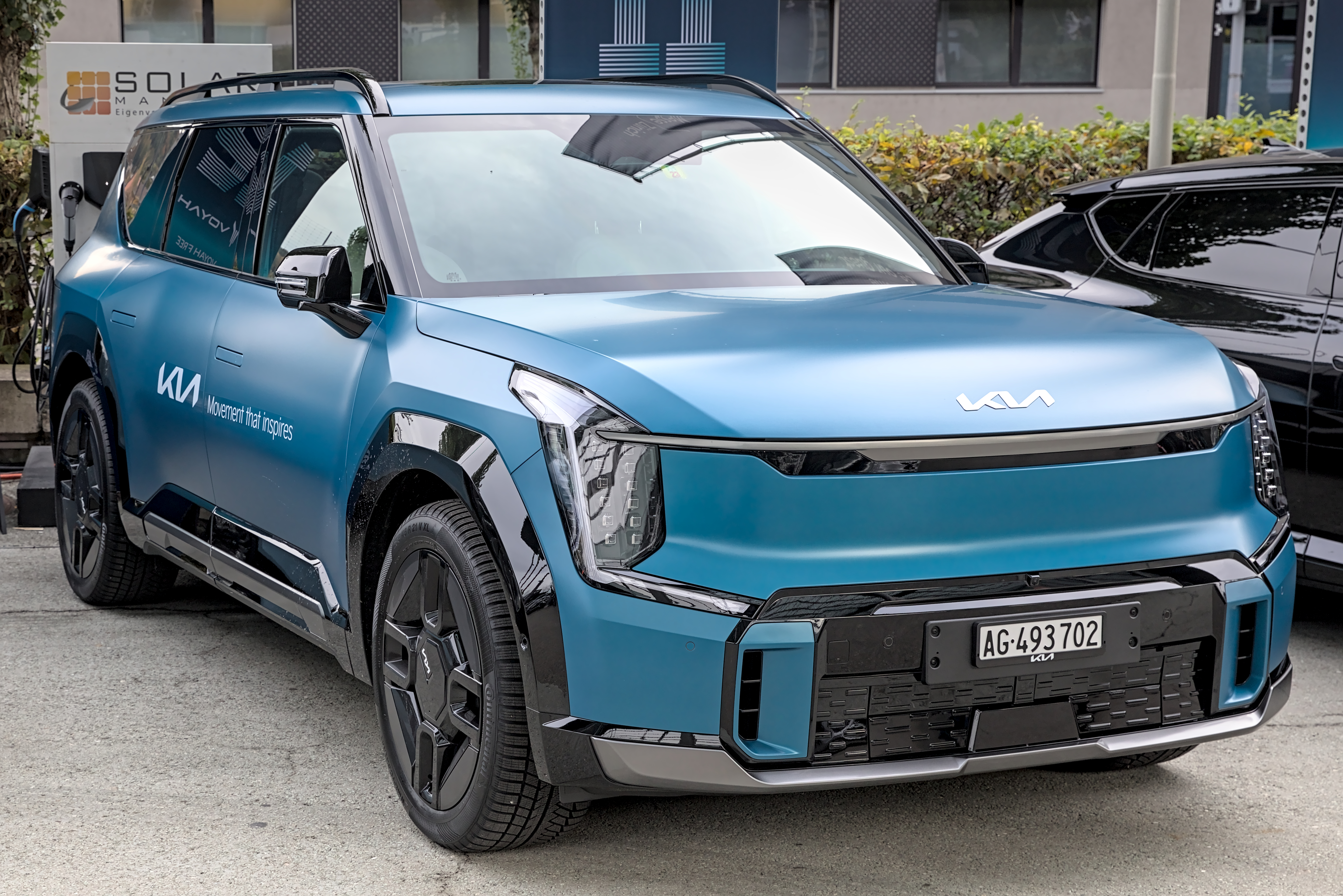
Kia EV9 GT-Line auf der Auto Zürich 2023
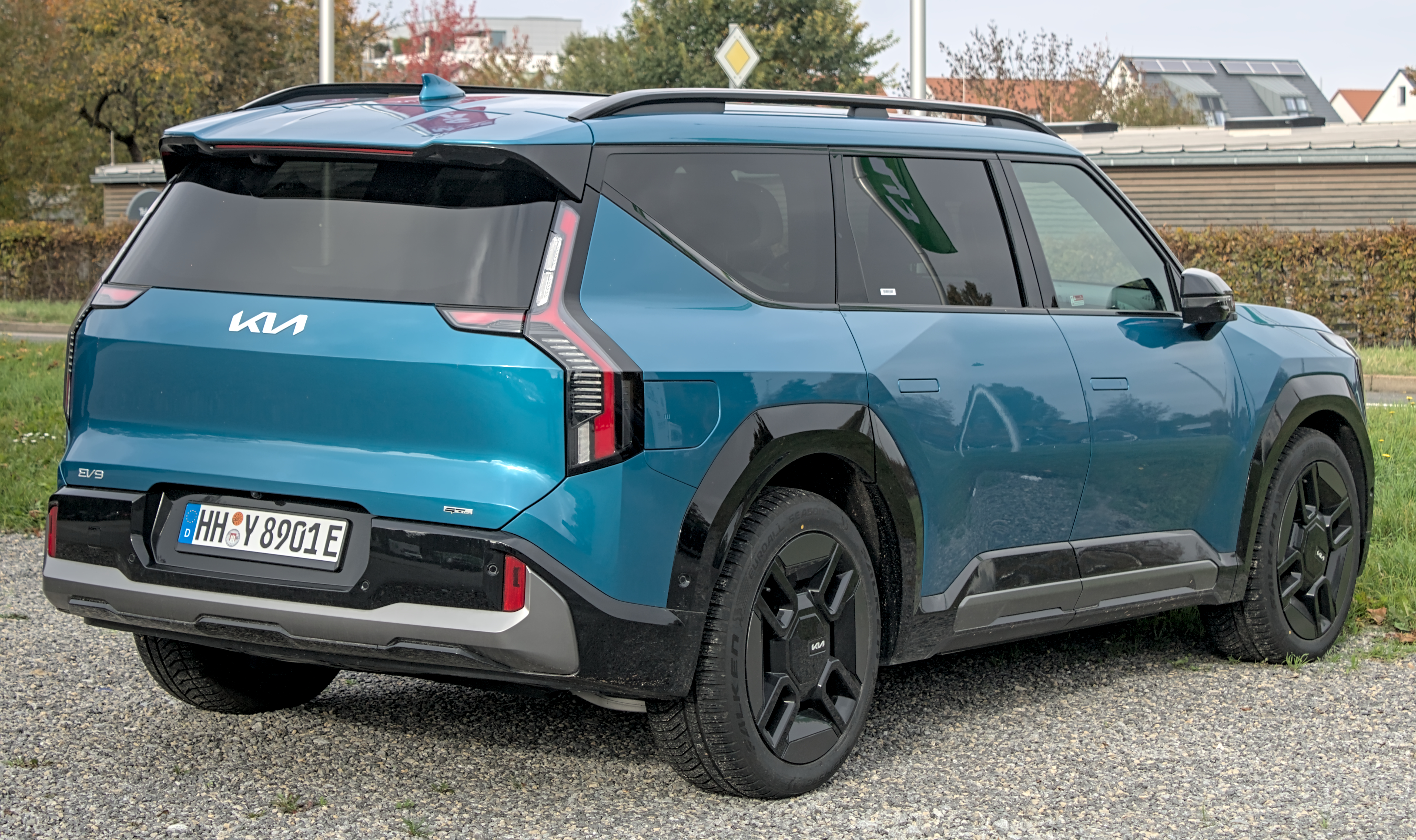
Heckansicht
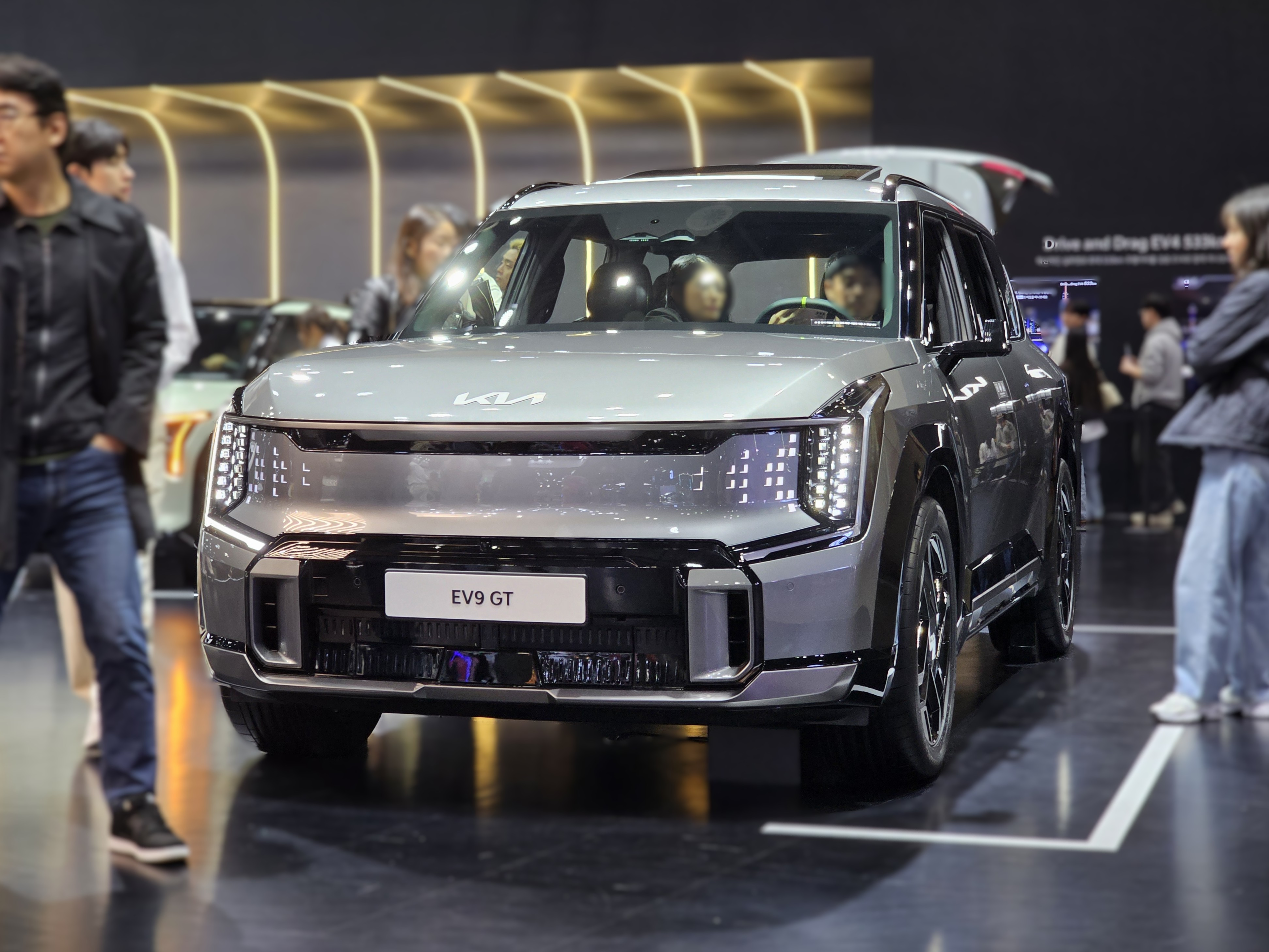
Kia EV9 GT auf der Seoul Mobility Show 2025

## Sicherheit
Im Herbst 2023 wurde der EV9 vom Euro NCAP auf die Fahrzeugsicherheit getestet. Er erhielt fünf von fünf möglichen Sternen.

## Technik

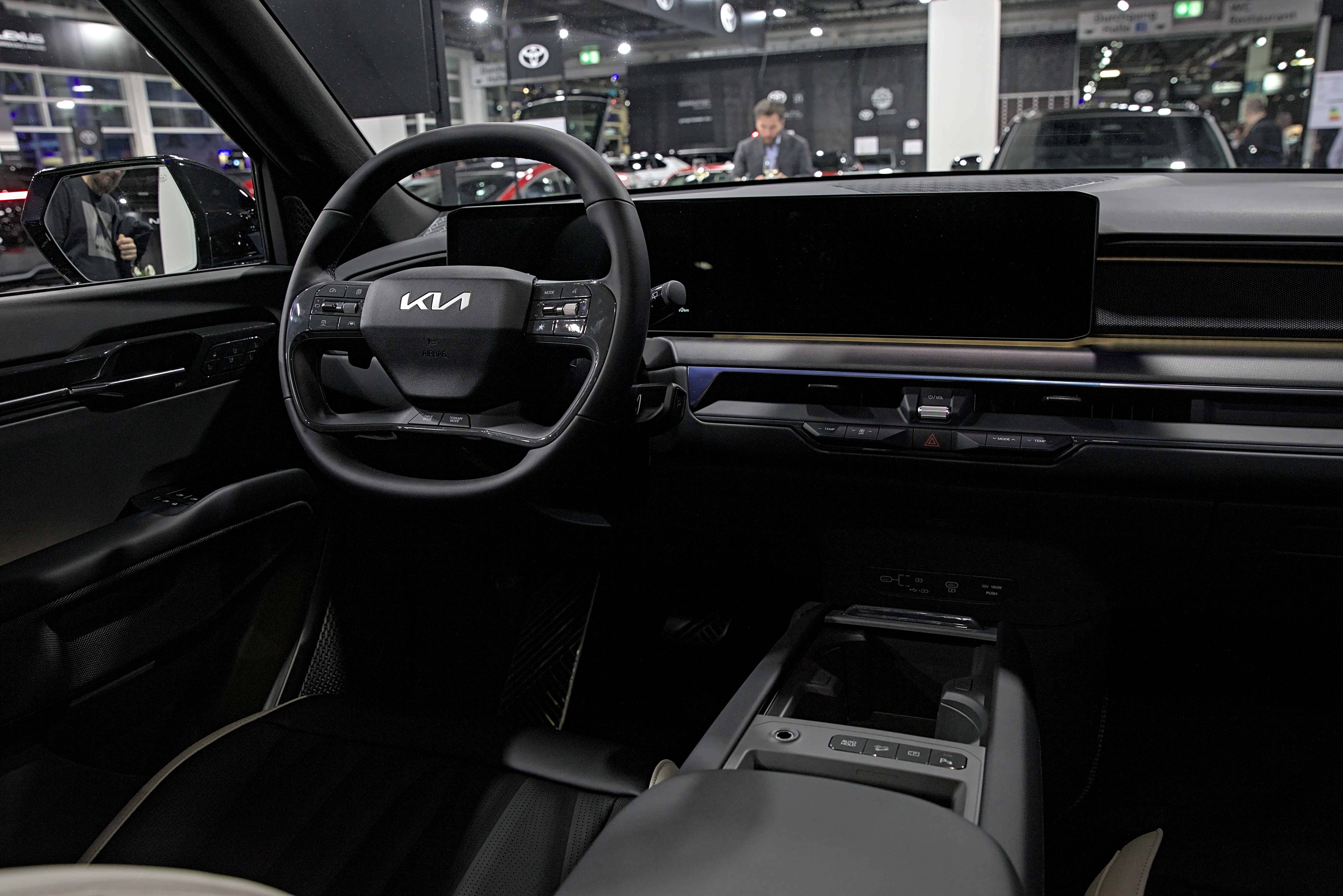
Innenansicht

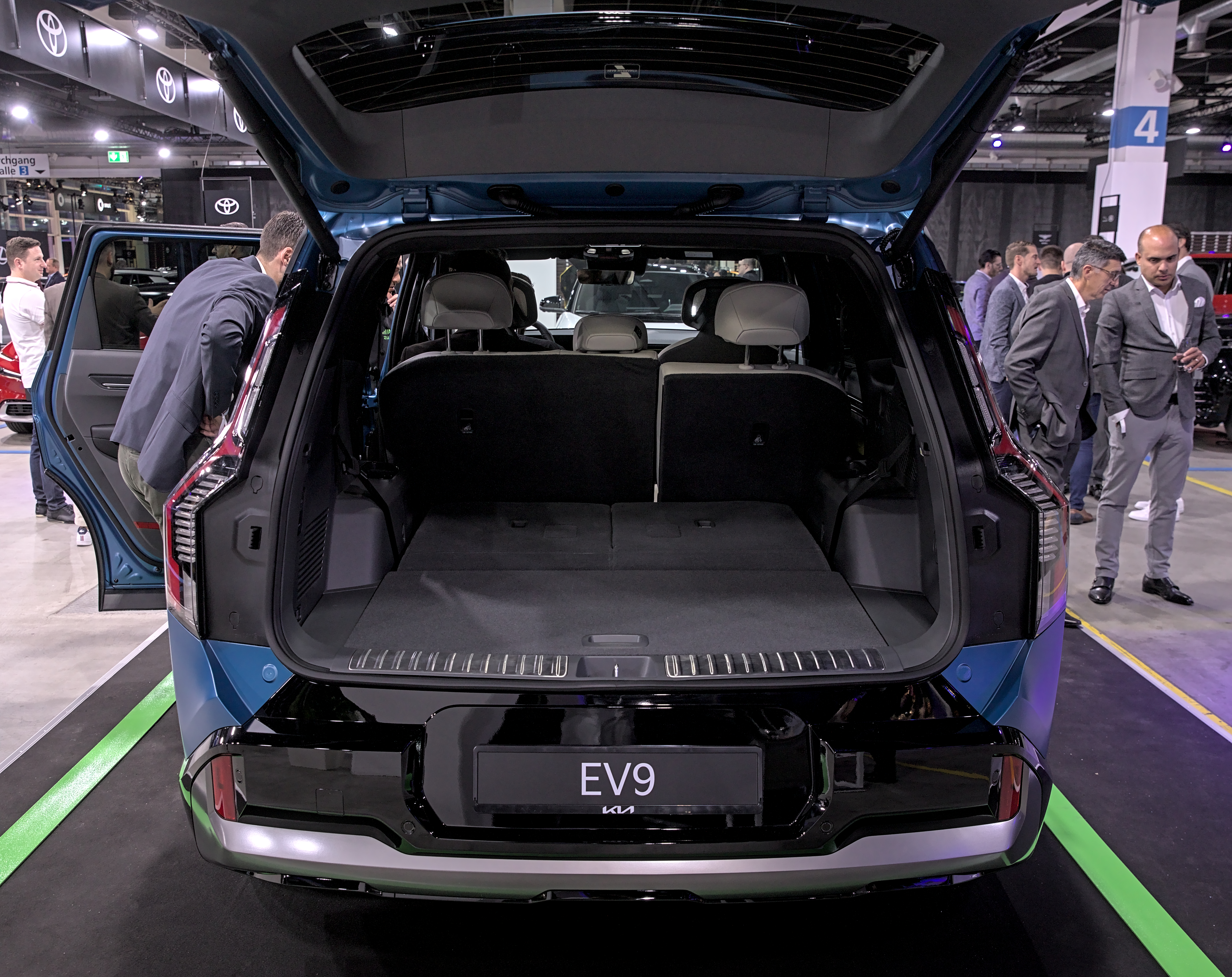
Kofferraum

Der EV9 hat die aus dem EV6 bekannte 800-Volt-Schnellladetechnik und wird mit zwei Lithium-Ionen-Akkumulatoren mit einem Energieinhalt von 76,1 bzw. 99,8 kWh angeboten. Die kleinere Version gibt es nicht auf allen Märkten, so auch nicht in Deutschland. Die Reichweite mit dem größeren Akkumulator wird mit bis zu 541 km für die Version mit Hinterradantrieb angegeben. Deren permanenterregter Synchronmotor leistet 150 kW (204 PS) und bietet ein Drehmoment von 350 Nm. Er soll den Wagen in 9,4 Sekunden von 0 auf 100 km/h beschleunigen können.
Die Variante mit Allradantrieb hat je einen Elektromotor an jeder Achse und bietet eine Systemleistung von 283 kW (385 PS) und ein Drehmoment von 600 Nm. Die minimale Beschleunigungszeit von 0 auf 100 km/h beträgt hier 6,0 Sekunden. Per Boost-Funktion mit 700 Nm Drehmoment lässt sich der Wert auf 5,3 Sekunden reduzieren. Der Luftwiderstandsbeiwert ist 0,28. Mit dem GT gibt es seit 2025 eine stärkere Allrad-Version. Die Leistung wird hier mit 374 kW (508 PS) angegeben.
Kombiniert mit dem kleineren Akku bietet der Hinterradantrieb mit 160 kW (218 PS) etwas mehr Leistung, was aufgrund des geringeren Gewichts in einer Beschleunigung von 0 auf 100 km/h in 8,2 Sekunden resultiert.
Alle Varianten bieten neben der Schnelllademöglichkeit auch das bidirektionale Laden bzw. die Vehicle-to-Load-Funktion (V2L). Externe Geräte und andere Elektroautos lassen sich darüber mit bis zu 3,68 kW mit Strom versorgen.
Ein umfangreicher, sogenannter Highway Driving Assist soll autonomes Fahren nach dem gesetzlich vorgegebenen Level-3-Standard ermöglichen, bei dem der Fahrer das System nicht mehr dauernd überwachen, sondern nur nach einer entsprechenden Vorwarnzeit wieder eingreifen muss. Dazu sind insgesamt 15 Sensoren, unter anderem zwei Lidar-Sensoren, eingebaut.
Der vordere Kofferraum (Frunk) bietet je nach Version ein Ladevolumen von 52 bis 90 Liter, der hintere 333 bis 828 Liter (bei umgeklappter dritter Sitzreihe). Wird auch die zweite Sitzreihe umgeklappt, entsteht ein Kofferraumvolumen von bis zu 2318 (7-Sitzer) bzw. 2393 (6-Sitzer) Liter. Die Anhängelast beträgt bis zu 2500 kg.

### Technische Daten
|                                                | RWD                                     | RWD                                     | AWD                                     | GT Line AWD                             | GT AWD                                  |
| ---------------------------------------------- | --------------------------------------- | --------------------------------------- | --------------------------------------- | --------------------------------------- | --------------------------------------- |
| Bauzeitraum                                    | seit 12/2024                            | seit 06/2023                            | seit 06/2023                            | seit 06/2023                            | seit 05/2025                            |
| Motorkenndaten                                 |                                         |                                         |                                         |                                         |                                         |
| Motortyp                                       | Elektromotor hinten                     | Elektromotor hinten                     | Elektromotor vorne und hinten           | Elektromotor vorne und hinten           | Elektromotor vorne und hinten           |
| Motorbauart                                    | permanentmagneterregte Synchronmaschine | permanentmagneterregte Synchronmaschine | permanentmagneterregte Synchronmaschine | permanentmagneterregte Synchronmaschine | permanentmagneterregte Synchronmaschine |
| max. Leistung bei min−1                        | 160 kW (218 PS) / 4400–9000             | 150 kW (204 PS) / 4200–8200             | 283 kW (385 PS) / 4000–7800             | 283 kW (385 PS) / 4000–7800             | 374 kW (508 PS)                         |
| max. Drehmoment bei min−1                      | 350 Nm / 0–4200                         | 350 Nm / 0–4000                         | 600 Nm / 0–2200                         | 700 Nm / 0–3800                         | 740 Nm                                  |
| Kraftübertragung                               |                                         |                                         |                                         |                                         |                                         |
| Antriebsart                                    | Heckantrieb                             | Heckantrieb                             | Allradantrieb                           | Allradantrieb                           | Allradantrieb                           |
| Getriebe                                       | Eingang-Getriebe                        | Eingang-Getriebe                        | Eingang-Getriebe                        | Eingang-Getriebe                        | Eingang-Getriebe                        |
| Antriebsbatterie                               |                                         |                                         |                                         |                                         |                                         |
| Zellchemie                                     | NMC-Akkumulator                         | NMC-Akkumulator                         | NMC-Akkumulator                         | NMC-Akkumulator                         | NMC-Akkumulator                         |
| Energieinhalt                                  | 76,1 kWh                                | 99,8 kWh                                | 99,8 kWh                                | 99,8 kWh                                | 99,8 kWh                                |
| Messwerte                                      |                                         |                                         |                                         |                                         |                                         |
| Anhängelast ungebremst/gebremst                | 450/900 kg                              | 450/900 kg                              | 750/2500 kg                             | 750/2500 kg                             | 750/2500 kg                             |
| Höchstgeschwindigkeit                          | 190 km/h                                | 185 km/h                                | 200 km/h                                | 200 km/h                                | 220 km/h                                |
| Beschleunigung, 0–100 km/h                     | 8,2 s                                   | 9,4 s                                   | 6,0 s                                   | 5,3 s                                   | 4,6 s                                   |
| Energieverbrauch auf 100 km (WLTP, kombiniert) | 19,5 kWh                                | 20,2 kWh                                | 21,7 kWh                                | 22,8 kWh                                | 22,8 kWh                                |
| Reichweite nach WLTP                           | 443 km                                  | 563 km                                  | 521 km                                  | 505 km                                  | 505 km                                  |

## Verkaufszahlen

### Weltweit
2023 wurde der Kia EV9 weltweit 35.150 mal verkauft.

### Zulassungszahlen in Deutschland
Seit dem Marktstart 2023 bis einschließlich Dezember 2024 sind in der Bundesrepublik Deutschland insgesamt 1.903 Kia EV9 neu zugelassen worden. Nur 33 Exemplare haben keinen Allradantrieb.
| 1 \| \| |
|         |

|  |

| 489 \| \| |
|           |

|  |

| 1 \| \| |
|         |

|  |

| 489 \| \| |
|           |

|  |

| 32 \| \| |
|          |

|  |

| 1.381 \| \| |
|             |

|  |

| 32 \| \| |
|          |

|  |

| 1.381 \| \| |
|             |

|  |

| 1 \| \| |
|         |

|  |

| 489 \| \| |
|           |

|  |

| 1 \| \| |
|         |

|  |

| 489 \| \| |
|           |

|  |

| 32 \| \| |
|          |

|  |

| 1.381 \| \| |
|             |

|  |

| 32 \| \| |
|          |

|  |

| 1.381 \| \| |
|             |

|  |

| 1 \| \| |
|         |

|  |

| 489 \| \| |
|           |

|  |

| 1 \| \| |
|         |

|  |

| 489 \| \| |
|           |

|  |

| 32 \| \| |
|          |

|  |

| 1.381 \| \| |
|             |

|  |

| 32 \| \| |
|          |

|  |

| 1.381 \| \| |
|             |

|  |

| 1 \| \| |
|         |

|  |

| 489 \| \| |
|           |

|  |

| 1 \| \| |
|         |

|  |

| 489 \| \| |
|           |

|  |

| 32 \| \| |
|          |

|  |

| 1.381 \| \| |
|             |

|  |

| 32 \| \| |
|          |

|  |

| 1.381 \| \| |
|             |

|  |

|  | Heckantrieb (33) |

|  | Heckantrieb (33) |

|  | Allradantrieb (1.870) |

|  | Allradantrieb (1.870) |